# Mesoregion Süd-Goiás
Die Mesoregion Süd-Goiás (portugiesisch Mesorregião do Sul Goiano) war eine von fünf intern-geostatistischen Mesoregionen des Instituto Brasileiro de Geografia e Estatística (IBGE) von 1989 bis 2017 für den brasilianischen Bundesstaat Goiás. Sie gehörte nicht zu den Verwaltungseinheiten Brasiliens und wurde 2017 durch eine andere Regionaleinteilung ersetzt. Sie umfasste 73 Gemeinden (portugiesisch municípios), welche sich in den sechs Mikroregionen gruppierten:
| Catalão              |  | Anhanguera, Campo Alegre de Goiás, Catalão, Corumbaíba, Cumari, Davinópolis, Goiandira, Ipameri, Nova Aurora, Ouvidor, Três Ranchos |
| Meia Ponte           |  | Água Limpa, Aloândia, Bom Jesus de Goiás, Buriti Alegre, Cachoeira Dourada, Caldas Novas, Cromínia, Goiatuba, Inaciolândia, Itumbiara, Joviânia, Mairipotaba, Marzagão, Morrinhos, Panamá, Piracanjuba, Pontalina, Porteirão, Professor Jamil, Rio Quente, Vicentinópolis |
| Pires do Rio         |  | Cristianópolis, Gameleira de Goiás, Orizona, Palmelo, Pires do Rio, Santa Cruz de Goiás, São Miguel do Passa Quatro, Silvânia, Urutaí, Vianópolis |
| Quirinópolis         |  | Cachoeira Alta, Caçu, Gouvelândia, Itajá, Itarumã, Lagoa Santa, Paranaiguara, Quirinópolis, São Simão |
| Sudoeste de Goiás    |  | Aparecida do Rio Doce, Aporé, Caiapônia, Castelândia, Chapadão do Céu, Doverlândia, Jataí, Maurilândia, Mineiros, Montividiu, Palestina de Goiás, Perolândia, Portelândia, Rio Verde, Santa Helena de Goiás, Santa Rita do Araguaia, Santo Antônio da Barra, Serranópolis |
| Vale do Rio dos Bois |  | Acreúna, Campestre de Goiás, Cezarina, Edealina, Edéia, Indiara, Jandaia, Palmeiras de Goiás, Palminópolis, Paraúna, São João da Paraúna, Turvelândia, Varjão |

## Touristische Ziele
- Caldas Novas
- Nationalpark Emas